# 沸流水
沸流水，中国东北古代河流名，推测应为今日浑江或其支流富尔江。

## 历史
西汉元帝建昭二年（公元前37年），高句丽创世祖朱蒙在沸流水卒本川上立国。其上游有古国以水为号，名“沸流国”。次年，沸流国归顺高句丽。
据《三国史记·百济本纪》记载，百济开国君主温祚王有一兄长名沸流，应也以此河为名。
东汉献帝建安年间，高句丽故国川王的兄长拔奇与三万余居民投降公孙康，居住于沸流水上。
曹魏正始七年（公元246年），曹魏将领毌丘俭率军讨伐高句丽，与高句丽国王东川王在沸流水上大战。

## 考证
关于各史料中记载的沸流水的定位，历史上学术界经历过鸭绿江支流通沟河、辉发河支流柳河、朝鲜成川等多种说法，今日学术界等争议大多集中在浑江或其支流富尔江之间。